# 史書 (東亞)

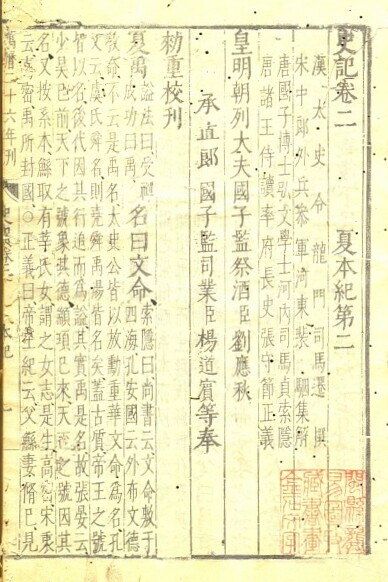
《史記·夏本纪》

史書依種類可分成正史、野史、別史、雜史等。東亞傳統的史書依體例又可分為紀傳體（以人物為主軸）、編年體（以時間為主軸）、紀事本末體（以事件為主軸）、別史體（以國為主軸）、雜史體（以遺文舊事為主軸）、政書體（又稱會要體，以典制為主軸）、史評體（以史事評論為主軸）、綱目體（以年表為主軸）、譜牒體（以宗譜為主軸）等等，依時間又可分通史與斷代史、國別史等。中國最著名的史書莫過於西汉司馬遷所著《史記》與北宋司馬光所著《資治通鑑》，人稱「史學兩司馬」。
史書是「經史子集」四部分類法中的「史」，又稱「乙部」。《舊唐書·經籍上》：「四部者，甲乙丙丁之次也。甲部為經……乙部為史。」 湯用彤 《漢魏兩晉南北朝佛教史·跋》：「 彤幼承庭訓，早覽乙部。」
（次分類）
- 綱目體：又稱門目體、分綱列目體，是中國編年體史書的一種變體。始於南宋朱熹的《通鑒綱目》，紀事仍以「時年」為序，每論一事，均以「凡」發之，每事有一提綱，以大字書寫為綱，小字分注為目，綱簡而目繁。

- 史評體：是透過理論和方法上闡述史書體裁。梁啟超認為史評體主要有兩類：一是批評史跡，如賈誼《過秦論》、陸機《辨亡論》；二是批評史書，如劉知幾之《史通》、章學誠之《文史通義》。

- 外史：非正史，大抵為瑣記及小說之類。如儒林外史。＝別史、野史。

- 野史：私家記載的歷史。相對於正史而言。＝野乘、外史。

- 方志：亦作「地方志」。記載一地的地理環境、自然氣候、產物、史蹟與人文現象的書。《華陽國志》是中國現存最早的一部專記古代西南地方歷史、地理、人物等的地方誌著作，由東晉常璩撰，共12卷。為我國現存最早最完整的地方誌,，具有較高的史料價值。

- 政書：（以典章制度為主）又稱會要體，是中國及其他漢字文化圈地區記錄典章制度的書籍，例：三通（杜佑．通典、鄭樵．通志、馬端臨．文獻通考）。

- 實錄：是一種編年體史書，指史官為記錄先朝皇帝各類事蹟所編寫的歷史書。

## 發微
中國西周末年各諸侯國已有歷史記載，如晉國之《乘 (史書)》、鄭國之《志》、楚國之《檮杌》、魯國之《春秋》等，《墨子》裏面說墨翟曾見過“百國春秋”。早期的史書都是以編年史的形式存在，晉朝太康年間汲塚出土的《竹書紀年》也是編年體。

## 發展

### 中國
東漢末年，荀悅撰成《漢紀》，開創了編年體的斷代史。北宋司馬光撰《資治通鑑》，上起周威烈王二十三年（前403年），下至五代周世宗显德六年（959年），編年體的优点是方便考查历史事件发生的具体时间，了解历史事件之间的联系，還避免叙事重复，《資治通鑑》的成功開創了撰寫編年史的高潮。陳寅恪曾說：“中國史學莫盛於宋。”。編年體盛行起來，從而産生了綱目體與紀事本末體，梁啟超以為：“蓋紀傳體以人為主，編年體以年為主，而紀事本末體以事為主。夫欲求史蹟之原因結果以為鑑往知來之用，非以事為主不可。”
范曄撰著《後漢書》時曾對紀傳體和編年體進行過比較。他說：“《春秋》者，文既總略，好失事形，今人擬作，所以為短；紀傳體，史班之所變也，網羅一代，事義周悉，適之後學，此焉為優，故繼而作之。”张辅根据《史記》、《漢書》字数多寡来评价作者，“迁之著述，辞约而事举”，所以认为《史记》优于《汉书》。干宝《晋纪》，“其书简略，直而能婉，咸称良史。”
袁宏谈及写作动机说：“予尝读后汉书，烦秽杂乱，睡而不能竟也，聊以暇日，撰集为《后汉纪》。”袁山松撰写《后汉书》，他总结說：“书之为难也有五：烦而不整，一难也；俗而不典，二难也；书不实录，三难也;赏罚不中，四难也；文不胜质，五难也。”
杜佑推出《通典》後，史書增加了典制體，又衍生了會要體。
章太炎在《中国通史略例》主張以《表》、《典》、《记》、《考纪》、《别录》等五种体例來撰寫历史；梁启超在《中国史叙论》主张以《年表》、《载记》、《志略》、《传志》四种体例撰写历史。
梁启超在《新史学》将史籍划分为十种二十三类，即正史（官书、别史）、编年、纪事本末（通体、别体）、政书（通体、别体、小纪）、杂史（综记、琐记、诏令奏议）、传记（通体、别体二）、地志（通体、别体）、学史、史学（理论、事论、杂论）、附庸（考据、注释）等。

### 日本
日本最遲自飛鳥時代起開始自行編纂史書，以紀傳體為主，最初有聖德太子和蘇我馬子編著的《天皇記》、國記、《臣連伴造國造百八十部并公民等本記》等，但前二者已散佚。而編年體軼書《舊辭》更可能在六世紀或之前已成書。之後的《帝紀》則是譜牒體。
奈良時代起，日本史書出現了特有的國史體，為編年體的分支，內容及編幅較為簡略，《續日本紀》為第一本國史體史書。

## 史書分类
劉知幾將史學文獻典籍分為六類，“古往今來，質文遞變，諸史之作，不恒厥體。榷而為論，其流有六：一曰《尚書》家，二曰《春秋》家，三曰《左傳》家，四曰《國語》家，五曰《史記》家，六曰《漢書》家。”
阮孝緒《七錄》分史部為十二類，即《國史》，《注歷》，《舊事》，《職官》，《儀典》，《法制》，《偽史》，《雜傳》，《鬼神》，《土地》，《譜狀》，《簿錄》。《隋志》分史書為十三類，即《正史》，《古史》，《雜史》，《霸史》，《起居注》，《舊事》，《職官》，《雜傳》，《儀注》，《地理》，《譜系》，《簿錄》，《刑法》。
清朝《四庫全書總目》分十五類，即《正史》，《編年》，《紀事本末》，《別史》，《雜史》，《詔令奏議》，《傳記》，《史鈔》，《載記》，《時令》，《地理》，《職官》，《政書》，《目錄》，《史評》。

## 學派
章炳麟稱明末浙東史學：“自明末有浙东之学。万斯大、斯同兄弟，皆鄞人，师事余姚黄宗羲，称说礼经，杂陈汉宋，而斯同独尊史法。”

## 真實性問題
史書未必一定能如實紀錄歷史，而是收集各地事件，再編集成書。史书的真實性一直受到質疑，被指是統治者的治國工具。劉知幾稱之：“自戰國以下，辭人屬文，皆偽立客主，假相酬答。”其中有諸多不合理或以神鬼描述的文字，如皇帝未出生便有龍氣包圍之類。而在當時修書時皇帝必定會對史官加以控制，增加奉承之說話，刪除負面事件，如唐太宗的皇位問題。而後代的皇帝亦會對前朝的歷史加以篡改，以保證江山正統，清朝的歷史則被指是褒揚滿族對中國的貢獻。即便在現代，不論資訊如何發達，亦常常出現消息被封鎖的情況，所以學者只能認為史書皆有不少虛構成分。